# David A. Clarke

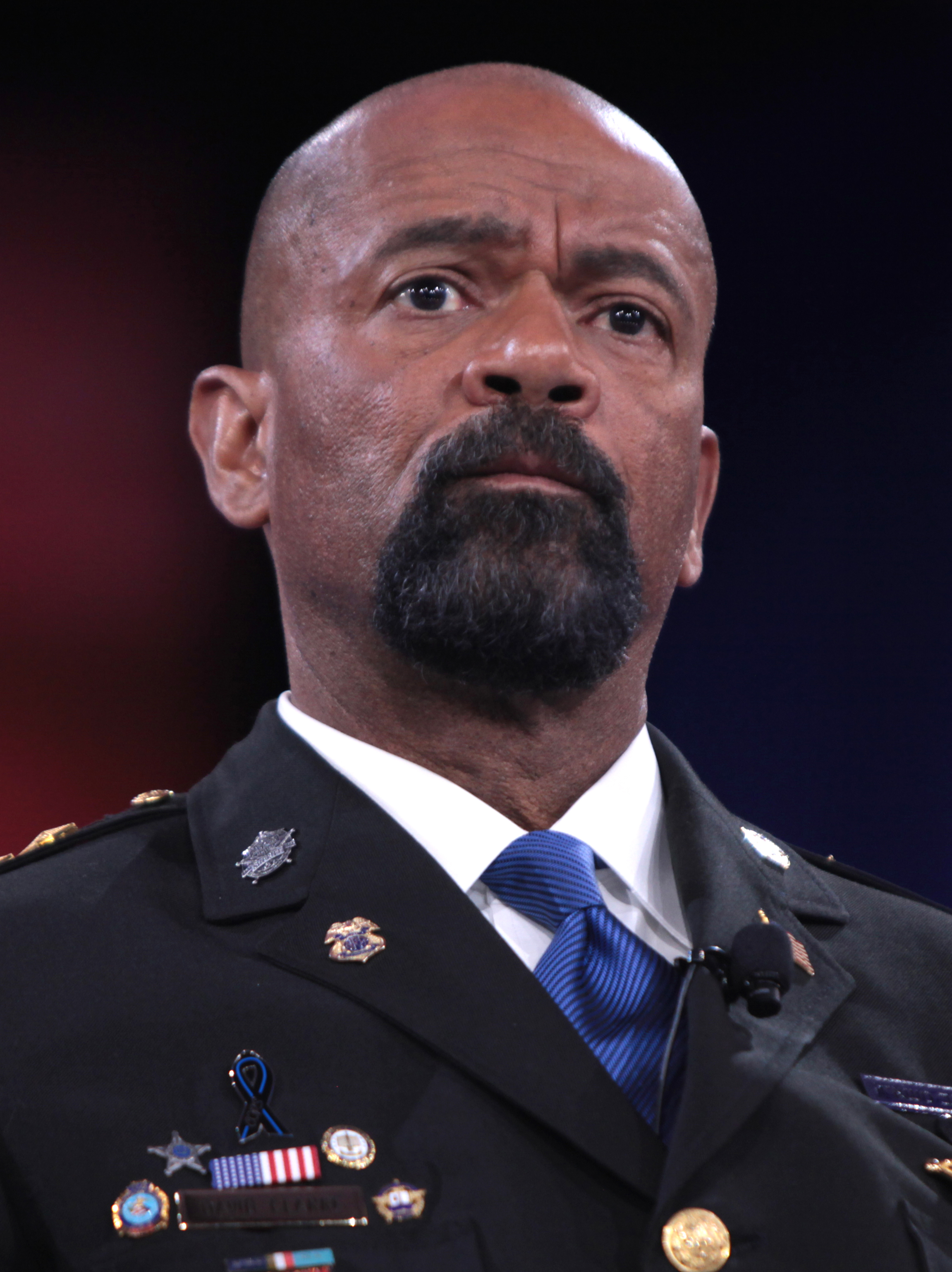
David A. Clarke

David Alexander Clarke jr. (* 21. August 1956 in Milwaukee, Wisconsin) war bis August 2017 der 64. Sheriff des Milwaukee County im US-Bundesstaat Wisconsin.

## Leben
2002 wurde Clarke von Gouverneur Scott McCallum zum Sheriff des Milwaukee County, Wisconsin ernannt, nachdem sein Vorgänger seine Amtszeit vorzeitig beendet hatte. Im selben Jahr wurde er für seine erste Amtszeit von vier Jahren gewählt. Die Kandidatur 2004 als Bürgermeister Milwaukees war dagegen nicht erfolgreich. Im November 2006, 2010 und 2014 wurde er jeweils wiedergewählt.
2013 machte er einen Master-Abschluss an der Naval Postgraduate School. Gegen seine Thesis mit dem Titel Making U.S. security and privacy rights compatible wurden nach Recherchen von CNN im Mai 2017 Plagiatsvorwürfe erhoben.
Obwohl er Parteimitglied der Demokraten ist und als solcher in einem traditionell demokratischen County gewählt, stimmen Clarkes politische Ansichten eher mit denen konservativer Republikaner überein. Clarke tritt häufig als Gast in den Fox News auf und sprach auf der Republican National Convention 2016. Im Kabinett Trump I wurde er für den Posten des Assistant Secretary im Office of Partnership & Engagement, einer Einrichtung des Ministeriums für Innere Sicherheit der Vereinigten Staaten gehandelt.
2017 veröffentlichte er sein Buch „Cop Under Fire: Moving Beyond Hashtags of Race, Crime and Politics for a Better America“. US-Präsident Donald Trump lobte im August 2017 auf Twitter Clarke und empfahl sein Buch.

## Wahrnehmung in der Öffentlichkeit
Clarke wurde vom Kolumnisten Daniel Bice im Milwaukee Journal Sentinel als rechtester der Rechten bezeichnet. Er trat im Programm des Verschwörungstheoretikers Alex Jones auf. Clarke hat eine vernichtende Meinung zur Organisation Black Lives Matter (Schwarze Leben zählen), die er als „Black Lies Matter“ (Schwarze Lügen zählen) persiflierte, er nannte diese Gruppe Hassgruppe und nannte die Mitglieder Untermenschen. Über Twitter warf er Black Lives Matter vor, Kontakt zu ISIS zu suchen. Fred Royal, Vorsitzender eines Regionalbüros Milwaukees der schwarzen Bürgerrechtsorganisation NAACP, bezeichnete Clarkes Äußerungen als rassistisch. Er bemängelte, dass Clarke die wahren Bedingungen, denen das durchschnittliche Mitglied der schwarzen Bevölkerung ausgesetzt sei, völlig ignoriere. Royal meinte außerdem, dass ein weißer Sheriff, der ähnliche Äußerungen getätigt habe, längst zum Rücktritt aufgefordert worden sei.
Clarke greift Afroamerikaner, die Kritik an Polizeibrutalität üben, besonders hart an. So nannte er den Attorney General Eric Holder ein Arschloch und den Bürgerrechtler Al Sharpton einen „Scharlatan, der zurück in die Gosse gehen sollte“. Clarke ist ein Gefolgsmann und Unterstützer Donald Trumps. Im Oktober 2016 tweetete er, "Es ist unglaublich, dass unsere Regierung, das Weiße Haus, der Kongress, das Justizministerium der Vereinigten Staaten und die Hauptmedien korrupt sind und dass wir nur darüber meckern. Es ist an der Zeit für Mistgabeln und Fackeln." Dazu postete er ein Foto mit einem hasserfüllten Mob, der Mistgabeln und Fackeln in Händen hält.

### Waffenfreiheit
Während einer Diskussion in der Sendung Piers Morgan Live auf CNN, in der Clarke und Tom Barrett, u. a. Mitbegründer von Mayors against Illegal Guns (deutsch: Bürgermeister gegen illegale Waffen), über den Personalmangel bei der Polizei sprachen, kritisierte Barrett Clarke als verantwortungslos, weil er den Bürgern Milwaukees in verschiedenen Radiospots signalisiert habe, es sei sinnlos, die Polizei zu rufen, wenn man sie brauche. In den Spots hatte Clarke der Bevölkerung geraten, an Kursen zur Waffensicherheit teilzunehmen, anstatt sich darauf zu verlassen, dass die Polizei schnell auf einen Notruf reagiere. Clarke begründete den Rat damit, dass man sich, während man auf die Polizei warte, selbst verteidigen könne. Clarke wird  von der Waffenlobbyorganisation National Rifle Association (NRA) unterstützt. 2015 war Clarke Mitglied einer NRA-Delegation, die Moskau besuchte und sich dort mit Dmitri Rogosin, Vizepremier der Russischen Föderation, Vorsitzender der russischen Verteidigungsindustrie und der Russian Shooting Federation, trafen. Ein Teil von Clarkes Reisekosten wurde dabei von der russischen Gruppe The Right to Bear Arms (deutsch: das Recht, Waffen zu tragen) übernommen.

## Kontroversen

### Prozess um Missionierung
2006 lud Clarke Mitglieder einer christlich protestantischen evangelikalen Organisation, der Fellowship of Christian Centurions, zu mehreren Mitarbeiterversammlungen ein, wo die Evangelikalen versuchten, die Mitarbeiter (für die die Teilnahme an den Versammlungen obligatorisch ist) zu „bekehren“. Mehrere Mitarbeiter protestierten, aber Clarke ließ die Veranstaltung weiterlaufen. Die Gewerkschaft der Deputies und zwei Deputies (ein Katholik und ein Muslim) verklagten Clarke erfolgreich.

### Tod Terrill Thomas’
Die Leitung des Milwaukee County Gefängnisses, die Clarke untersteht, drehte dem Häftling Terrill Thomas als Strafe die Wasserversorgung ab. Dieser starb daraufhin am 24. April 2016 an Verdursten. Häftlingen zufolge hatte Thomas sechs Tage lang kein Wasser erhalten. Am 15. September 2016 äußerte sich Clarkes Büro, dass man die Sache nicht kommentieren würde, da ein laufender Prozess wegen des Todes im Gange sei. 2019 verständigten sich die Hinterbliebenen von Thomas mit dem County sowie dem privaten Gesundheitsdienstleister des Gefängnisses auf eine Entschädigungszahlung von 6,75 Millionen Dollar.

### Schadensersatzprozess
Die ehemalige Insassin Shadé Swayzer verklagte die Polizeibehörde auf 8,5 Millionen US-Dollar Schadensersatz. Sie behauptete, in Haft ein Baby geboren zu haben, und die Wärter hätten ihre Bitte um medizinische Versorgung ignoriert. Die Mutter behauptet, sie hätte während der Geburt Fesseln tragen müssen. Das Baby sei daraufhin gestorben.